# Петросянц, Христофор Арустамович
Христофор Арустамович Петросянц (неизвестно — неизвестно) — советский футболист, полузащитник.
Выступал за «Динамо» Ташкент. В 1937 году, когда команда дебютировала в соревнованиях команд мастеров, в первенстве группы «Г» провёл один матч. В Кубке СССР 1939 года сыграл три матча, вместе с командой дошёл до полуфинала.
Работал футбольным судьёй.